# Michael Rensing
Michael Rensing (n. 14 mai 1984) este un fotbalist german care joacă ca portar la Fortuna Düsseldorf.